# Los Casagrande
Los Casagrande (en inglés: The Casagrandes) es una serie de televisión estadounidense producida y transmitida por Nickelodeon. Fue una serie que funcionaba como spin-off de la serie The Loud House. La serie presenta las voces de Izabella Alvarez, Carlos PenaVega, Eugenio Derbez, Ken Jeong, Melissa Joan Hart, Leah Mei Gold  y Lexi Sexton.
Es la primera serie animada de Nickelodeon que retrata una familia multigeneracional estadounidense de ascendencia latinoamericana (específicamente mexicana), que en su versión original la familia suele comunicarse oralmente tanto en inglés como en español, así como realizar costumbres tradicionales y festividades propias de México (como el Día de los Muertos). El objetivo principal de la serie es derribar los estereotipos que hay hacia la población latina en Estados Unidos, mostrando personajes con diversas profesiones y un enfoque hacia temas como la amistad, el amor y situaciones cotidianas.
Miguel Puga, coproductor ejecutivo y director de la serie, afirmó que sus orígenes comenzaron en la creación de estos personajes primero en The Loud House, y luego dar paso a la creación de una serie propia. En sus inicios, Ronnie Anne iba a ser pelirroja con una chaqueta amarilla, pero Puga decidió hacerla latina, ya que todos los amigos de Lincoln Loud eran, generalmente, de origen anglosajón. También, declaró que varios de los personajes que integran la familia Casagrande están inspirados en sus seres queridos.
El 19 de febrero de 2020, Nickelodeon anunció que la serie fue renovada para una segunda temporada.
El 24 de septiembre de 2020, Nickelodeon anunció que la serie fue renovada para una tercera temporada.
El 17 de febrero de 2022, se anunció que Nickelodeon había cancelado la serie, aunque los personajes seguirán apareciendo en The Loud House.
Un largometraje animado, que sirve como continuación y final de la serie, se estrenó en Netflix el 22 de marzo de 2024.

## Argumento
Tras los acontecimientos del episodio 13 de la segunda temporada de The Loud House, The Loudest Mission: Relative Chaos, Ronnie Anne Santiago, su hermano mayor Bobby y su madre María, se mudan de Royal Woods a Great Lakes City, donde Ronnie Anne convivirá con sus abuelos Héctor y Rosa, sus tíos maternos Carlos y Frida, sus primos Carlota, CJ, Carl y Carlitos, y sus mascotas Lalo y Sergio, quienes, en su conjunto, son la familia Casagrande. La familia reside en un edificio departamental, ubicado frente a una estación de metro, donde conviven vecinos peculiares, y en una ciudad multicultural.
En esta serie, Ronnie Anne establecerá una fuerte amistad con Sid Chang y establece mayor relación con los miembros de su familia, mientras que Bobby ayuda a su abuelo en el mercado, y ambos pasarán un sinfín de aventuras en su quehacer cotidiano.

## Personajes

### Familia Santiago/Casagrande
- Ronalda "Ronnie" Anne Santiago (voz por Izabella Alvarez):[9] Es la protagonista de la serie. Es una preadolescente de 11 años, una exalumna de la escuela primaria Royal Woods, y amiga de Lincoln Loud, protagonista de la serie The Loud House. Es una chica ruda, astuta y preocupada por su familia. Le gusta practicar skateboard, jugar videojuegos, realizar bromas, y pasar tiempo con su nueva y mejor amiga Sid Chang. Posee un largo cabello negro recogido en una pequeña coleta, y usa una sudadera fucsia, camiseta sin mangas, shorts azul marino, calcetas rosadas y zapatos púrpura.

- Roberto Alejandro Martínez-Millán Luis "Bobby" Santiago, Jr. (voz por Carlos PenaVega): es el hermano mayor de Ronnie Anne. Tiene 18 años, y es novio de Lori Loud, hermana mayor de Lincoln. Tras mudarse, Bobby comienza a trabajar en el mercado de su abuelo. Usa una camisa verde a cuadros, playera blanca, jeans azules y zapatos marrones.

- María Casagrande-Santiago (voz por Sumalee Montano): es la madre de Ronnie Anne y Bobby, y hermana de Carlos Casagrande. Se desempeña como enfermera de urgencias en un hospital local. En The Loud House, se revela que antes trabajaba en el mercado de su padre. Posee un largo cabello negro recogido en un moño, y viste un jersey rosa, pantalones morados y zapatos fucsia.

- Arturo Santiago (voz por Eugenio Derbez): es el padre de Ronnie Anne y Bobby, y exesposo de María. Es un médico que trabaja en misiones en Perú, por lo que suele contactarse con sus familiares por celular. Posee un cabello, bigote y barba negros, y lleva una camiseta verde claro, pantalones de mezclilla, calcetines blancos con rayas horizontales naranjas, y zapatillas rojas.

- Héctor "Abuelo" Casagrande (voz por Ruben Garfias): es el abuelo de Ronnie Anne y Bobby, padre de María y Carlos, y el patriarca de la familia Casagrande. Administra el mercado que está ubicado en el primer piso del edificio donde residen. Le gustan los cotilleos y suele tocar la guitarra. Es pelón y canoso, posee un bigote gris y cejas negras, y viste un suéter verde espárrago, camisa canela clara, pantalón verde oliva  y zapatos negros.

- Rosa "Abuela" Casagrande (voz por Sonia Manzano): es la abuela de Ronnie Anne y Bobby, madre de María y Carlos, y la matriarca de la familia Casagrande. Ella gestiona el edificio departamental donde residen tanto su familia como vecinos extravagantes. Es una experta cocinera, cuyos platos se basan principalmente en la culinaria mexicana (tamales, tacos, pozole, etc.); suele recurrir a remedios caseros en caso de que algún miembro de la familia esté herido, y cree en los espíritus y las predicciones. Posee ojos puntiagudos, un diente saliente y un cabello negro recogido en un lazo azul, usa aretes esféricos dorados, y lleva un vestido azul marino con cuello y mangas blancas, delantal azul verdoso y zapatos negros.

- Carlos Casagrande (voz por Carlos Alazraqui): Es el tío de Ronnie Anne y Bobby, y hermano de María. Se desempeña como profesor universitario, le fascina leer, y suele dar datos triviales a los miembros de su familia. Usa un par de lentes, y viste un chaleco de rombos de color verde, camisa blanca con corbata roja, pantalón café y zapatos marrones.

- Frida Puga-Casagrande (voz por Roxana Ortega): Es la tía de Ronnie Anne y Bobby, y esposa de Carlos. Es una artista y fotógrafa, quien realiza toda clase de obras para exhibirlas en una galería de arte local (pinturas, trajes, entre otros). Suele ser muy sensible y llorona, y tiende a tomar fotografías en cualquier momento. Posee un largo cabello negro y una uniceja, usa un par de pendientes anaranjados y dos juegos de pulseras de perlas amarillas en sus muñecas, y lleva un vestido rosa, con un patrón azul verdoso en la parte superior, y zapatos marrones. Como dato curioso, este personaje está basado en Frida Kahlo.

- Carlota Casagrande (voz por Alexa PenaVega): Tiene 17 años, y es la hija mayor de Carlos y Frida. Le gusta la moda vintage, y posee un canal de videos, donde hace tutoriales sobre maquillaje. Quiere mucho a Ronnie Anne, a quien la ve como una hermana menor. Posee un largo cabello negro recogido en una gran coleta, usa un par de aretes circulares dorados, lápiz labial magenta y dos pulseras anaranjadas en cada muñeca, y lleva un vestido cian con cuello blanco y botones negros, calcetines rosados y botas marrones.

- Carlos "CJ" Casagrande Jr. (voz por Jared Kozak): Tiene 13 años, y es el segundo hijo de Carlos y Frida. Le gustan los juegos de rol, especialmente sobre piratas. Usa una camiseta amarilla, una pajarita negra, shorts azul marino, calcetines blancos y zapatos azules. En Live Life Loud!, se revela que tiene síndrome de Down, razón por la que tiene ojos pequeños y más separados.

- Carlino "Carl" Casagrande (voz por Alex Cazares): Tiene 8 años, y es el tercer hijo de Carlos y Frida. Tiene una personalidad de macho, adoptando una actitud de un hombre adulto, y es un poco malcriado en su comportamiento; pero, al final, resulta ser muy infantil. Estuvo enamorado de Lori, quien en varias ocasiones le propuso ser su novio, porque cree ser más "maduro" que Bobby. Le gusta jugar con juguetes, especialmente trenes, y suele jugar junto con CJ. Posee una cejas pobladas negras, y usa una sudadera roja, pantalones azul marino y zapatos blancos.

- Carlitos Casagrande (voz por Roxana Ortega, y actualmente por Cristina Milizia): Tiene 1 año, y es el hijo menor de Carlos y Frida. A diferencia de sus hermanos, él es pelirrojo, y suele imitar los movimientos físicos que hacen los miembros de su familia. Viste una camiseta blanca, shorts rojos y zapatos negros.

- Sergio (voz por Carlos Alazraqui): Es un loro, mascota de la familia. Es malcriado, egoísta y descortés.

- Lalo (efectos vocales proporcionados por Dee Bradley Baker): Es un enorme mastín inglés, mascota de la familia. A pesar de su tamaño, tiende a asustarse con facilidad, y es muy cariñoso con los integrantes de su familia.

### Familia Chang
- Sidney "Sid" Chang (voz por Leah Mei Gold): Es la mejor amiga de Ronnie Anne, quien vive en el apartamento 3A del edificio departamental de los Casagrande. Tiene 12 años, y es una chica muy alegre y dulce, que disfruta hacer diversas actividades, como desayunar perritos calientes y practicar skateboard después de ver a Ronnie Anne hacerlo. También, demuestra tener interés en la música K-pop, especialmente en la banda Twelve is Midnight. Posee un largo cabello castaño y pecas, usa una diadema rosa, y viste una camiseta azul manga larga sin hombros, shorts negros,  calcetines blancos con franjas rojas y tenis negros con punteras blancas.

- Adelaide Chang (voz por Lexi Sexton): Es la hermana menor de Sid. Tiene 6 años y posee una rana de mascota. Posee un cabello castaño recogido en dos pequeñas coletas con bandas rojas, y viste una camiseta roja sin mangas con cuello blanco y un botón amarillo en el centro, falda morada y zapatillas negras.

- Stanley Chang (voz por Ken Jeong): Es el padre de Sid y Adelaide, y esposo de Becca. Trabaja como revisor del metro. Posee un cabello corto y negro, y viste una camisa blanca, suéter ocre con dos rayas horizontales amarillas, jeans y zapatos castaños. Sin embargo, a partir del episodio Monster Cash, usa un suéter amarillo con una raya roja, pantalones turquesa y zapatos ocres.

- Becca Chang (voz por Melissa Joan Hart): Es la madre de Sid y Adelaide, y esposa de Stanley. Trabaja en un zoológico, cuidando animales de todo tipo. Posee un largo cabello rubio y pecas, lleva un par de aretes dorados, y viste una camiseta verde oscuro, jeans verde menta y zapatos blancos.

### Centros educativos de Great Lakes City

#### Academia Cesar Chavez
- Directora Valenzuela (voz por Carolina Ravassa): es la directora de la escuela.

- Gina Galiano (voz por Elizabeth Bond): es la maestra de Ronnie Anne y Sid.

- Sra. Kernicky (voz por Lauri Fraser): Es una anciana que reside en el Apartamento 4A del Mercado Casagrande y la nueva maestra de gimnasia de la escuela. A ella le gusta hacer ejercicio.

- Sr. Suarez (voz por Eric Bauza): es el maestro de robótica de la escuela.

- Entrenador Crawford (voz por Jonathan Banks): era el maestro de gimnasia de la escuela, hasta que se retiró.

### Otros
- Casey (voz por Christian J. Simon, y a partir de la temporada 2 por Jay Hatton): es uno de los amigos de skate de Ronnie Anne, que es de piel oscura y usa una gorra a cuadros.

- Nikki (voz por Natalie Coughlin): es una amiga de skate de Ronnie Anne, que es alta y lleva una sudadera celeste.

- Sameer (voz por Makana Say, posteriormente por Nour Jude Assaf, Jacob Mattathiparambil Lukose, y actualmente por Aryan Simhadri): es uno de los amigos de skate de Ronnie Anne, que luce un diente perdido y un cabello castaño grande. Se revela que anteriormente vivió en Kansas.

- Laird (voz por Sean Kenin): es uno de los amigos de Ronnie Anne, que luce un cabello rojo/naranja esponjado y usa un par de gafas.

- Margarita (voz por Krizia Bajos): es una peluquera que reside en el Apartamento 4B del Mercado Casagrande. Ella es propietaria de un salón de belleza llamado "La belleza de Margarita", que está al otro lado de la calle de su edificio de apartamentos y, a menudo, comparte chismes con Héctor cuando compra algunas cosas en el Mercado Casagrande.

- Fluffy y Pickles: son las mascotas de Margarita. Fluffy es un terrier escocés que solo puede comer alimentos orgánicos. Pickles es un pug al que le gusta jugar en charcos de barro.

- Maybelle (voz por Telma Hopkins): es una mujer mayor con gafas de sol con una personalidad exigente, que es una cliente habitual en el Mercado Casagrande.

- Miranda (voz por Cristina Pucelli): es una residente del Apartamento 4D del Mercado Casagrande. Se muestra que es buena jugando hacky sack.

- Georgia (voz por Shondalia White): es la compañera de cuarto de Miranda. Ella es una experta en hacer castillos de naipes.

- Ninja (efectos vocales proporcionados por Fred Tatasciore): es un San bernardo, que es propiedad de Miranda y Georgia. Tiene tendencia a dormir en cualquier lugar.

- Sr. Nakamura (voz por Bruce Locke): es un hombre que vive en el Apartamento 4C del Mercado Casagrande.

- Cory Nakamura (voz por Eric Bauza): es el hijo adolescente del Sr. Nakamura, quien le gusta jugar videojuegos.

- Nelson (efectos vocales proporcionados por Eric Bauza): es un Collie barbudo, propiedad del Sr. Nakamura. Se revela que es alérgico a las abejas y su dueño a menudo lo entrena para ser una mejor mascota.

- Sra. Flores (voz por Michelle C. Bonilla): es una mujer que vive en el Apartamento 3B del Mercado Casagrande.

- Alexis Flores (voz por Nika Futterman, posteriormente por Diego Olmedo y actualmente por Connor Andrade): es el hijo de la Sra. Flores, que toca la tuba.

- Buttercup (efectos vocales proporcionados por Carlos Alazraqui): es la mascota Chihuahua de la Sra. Flores. Ella tiene tendencia a comer cualquier cosa a la vista.

- Par (voz por Sunil Malhotra): es un repartidor de productos, que entrega productos al Mercado Casagrande. En The Never-Friending Story, se revela que Par es un buscador de emociones en el momento en que Bobby se hace amigo de él, debido al hecho de que usan la misma crema para el cabello y tienen novias de larga distancia.

- Sancho (efectos vocales proporcionados por Sunil Malhotra): es una paloma deformada, que es uno de los amigos de Sergio.

- Vito Filliponio (voz por Carlos Alazraqui): es un hombre mayor, que es un cliente habitual en el Mercado Casagrande. A menudo, comparte chismes con Héctor.

- Big Tony y Little Sal (efectos vocales proporcionados por Sean Kenin): son los dos perros salchichas de Vito. Big Tony a menudo persigue ardillas, mientras que Little Sal cree que es un gato.

## Producción
El 6 de marzo de 2018, se anunció que Nickelodeon estaba desarrollando un spinoff de The Loud House bajo el título laborable de Los Casagrande. El 2 de julio de ese año, se anunció que Nickelodeon había dado oficialmente luz verde a la serie de comedia bajo un formato de 20 episodios. El 14 de febrero de 2019, se anunció que The Casagrandes, anteriormente Los Casagrande, se estrenaría en octubre de ese año. El 7 de mayo de 2019, se anunció que Eugenio Derbez, Ken Jeong, Melissa Joan Hart, Leah Mei Gold y Lexi Sexton serían los actores de voz de la serie. Mike Rubiner ejercería como productor ejecutivo, mientras que Karen Malach sería productora. El 4 de septiembre de 2019, se anunció que la serie se estrenaría el 14 de octubre del mismo año.
La serie cuenta con la participación de Lalo Alcaraz, quién había sido productor asesor de la película de Pixar, Coco, ganadora con un Premio Óscar en 2018, en donde aportará como productor asesor y coguionista de la serie.
El 17 de febrero de 2022, Nickelodeon confirmó que la serie de Los Casagrande será cancelada.

## Reparto
La siguiente tabla muestra los actores de voz, tanto los originales como la versión latinoamericana:
| Personaje                      | Actor de voz                   | Actor de doblaje (Hispanoamérica)      |                    |
| Familia Casagrande             | Familia Casagrande             | Familia Casagrande                     | Familia Casagrande |
| ------------------------------ | ------------------------------ | -------------------------------------- | ------------------ |
| Ronalda "Ronnie" Anne Santiago | Izabella Alvarez               | Bet Jara                               |                    |
| Roberto "Bobby" Santiago Jr."  | Carlos Pena Jr.                | Víctor Ugarte                          |                    |
| María Casagrande-Santiago      | Sumalee Montano                | Gaby Servín                            |                    |
| Héctor Casagrande              | Ruben Garfias                  | Pedro D'Aguillón Jr. (T01-T03)         |                    |
| Héctor Casagrande              | Ruben Garfias                  | Eduardo Tejedo (desde T03E47-presente) |                    |
| Rosa Casagrande                | Sonia Manzano                  | Gloria Elena Obregón                   |                    |
| Frida Puga-Casagrande          | Roxana Ortega                  | Berenice Vega                          |                    |
| Carlitos Casagrande            | Roxana Ortega                  | Dante Jara                             |                    |
| Carlitos Casagrande            | Cristina Milizia (desde ep. 7) | Dante Jara                             |                    |
| Carlos Casagrande              | Carlos Alazraqui               | Emmanuel Bernal                        |                    |
| Carlota Casagrande             | Alexa Vega                     | Jocelyn Robles                         |                    |
| Carlos Jr. "CJ" Casagrande     | Jared Kozak                    | Pascual Meza                           |                    |
| Carlino "Carl" Casagrande      | Alex Cazares                   | Isabel Martiñón                        |                    |
| Dr. Arturo Santiago            | Eugenio Derbez                 | Gerardo Alonso                         |                    |
| Dr. Arturo Santiago            | Eugenio Derbez                 | Hiram Cárdenas (desde ep. 7)           |                    |
| Familia Chang                  |                                |                                        |                    |
| Sid Chang                      | Leah Mei Gold                  | Andrea Arruti                          |                    |
| Sid Chang                      | Leah Mei Gold                  | Regina Carrillo (desde ep. 7)          |                    |
| Adelaide Chang                 | Lexi Sexton                    | Jessica Ángeles                        |                    |
| Stanley Chang                  | Ken Jeong                      | Luis Leonardo Suárez                   |                    |
| Becca Chang                    | Melissa Joan Hart              | Maggie Vera                            |                    |
| Otros                          |                                |                                        |                    |
| Sr. Nakamura                   | Bruce Locke                    | Carlos Hernández                       |                    |
| Vito Filiponio                 | Carlos Alazraqui               | Nacho Córdoba                          |                    |
| Sra. Kernicky                  | Lauri Fraser                   | Leslie Gil                             |                    |
| Georgia                        | Shondalia White                | TBA                                    |                    |
| Margarita                      | Krizia Bajos                   | María José Guerrero                    |                    |
| Maybelle                       | Telma Hopkins                  | Alan Fernando Velázquez                |                    |
| Par                            | Sunil Malhotra                 | Alan Fernando Velázquez                |                    |
| Bruno                          | Eric Bauza                     | Antonio Zacruz                         |                    |
| Nikki                          | Natalie Coughin                | Samanta Figueroa                       |                    |
| Casey                          | Christian Simon                | Amanda Hinojosa                        |                    |
| Sameer                         | Makana Say                     | Diego Becerril Álvaro Salarich (ep. 3) |                    |
| Lincoln Loud                   | Tex Hammond                    | José Luis Piedra                       |                    |
| Lincoln Loud                   | Asher Bishop                   | José Luis Piedra                       |                    |
| Lincoln Loud                   | Bentley Griffin                | José Luis Piedra                       |                    |
| Lori Loud                      | Catherine Taber                | Fernanda Robles                        |                    |
| Insertos                       | N/A                            | Óscar Garibay                          |                    |

## Temporadas
| Temporada | Temporada | Episodios | Estados Unidos           | Estados Unidos           | Latinoamérica           | Latinoamérica           | España              | España                 |
| Temporada | Temporada | Episodios | Comienzo                 | Final                    | Comienzo                | Final                   | Comienzo            | Final                  |
| --------- | --------- | --------- | ------------------------ | ------------------------ | ----------------------- | ----------------------- | ------------------- | ---------------------- |
|           | 1         | 20 (38)   | 14 de octubre de 2019    | 25 de noviembre de 2020  | 3 de abril de 2020      | 26 de noviembre de 2020 | 20 de abril de 2020 | 24 de enero de 2021    |
|           | 2         | 20 (37)   | 9 de octubre de 2020     | 10 de diciembre de 2021  | 15 de diciembre de 2020 | 20 de enero de 2022     | 10 de mayo de 2021  | 22 de marzo de 2022    |
|           | 3         | 20 (37)   | 17 de septiembre de 2021 | 30 de septiembre de 2022 | 21 de enero de 2022     | 13 de mayo de 2023      | 23 de marzo de 2022 | 1 de diciembre de 2022 |

### Índices de audiencia
| Temporada | Episodios | Primera emisión       | Primera emisión      | Última emisión          | Última emisión       | Prom. de espectadores (millones) |
| Temporada | Episodios | Fecha                 | Audiencia (millones) | Fecha                   | Audiencia (millones) | Prom. de espectadores (millones) |
| --------- | --------- | --------------------- | -------------------- | ----------------------- | -------------------- | -------------------------------- |
| 1         | 6         | 14 de octubre de 2019 | —                    | 25 de noviembre de 2020 | —                    | 0.92                             |